# تفاح المائدة

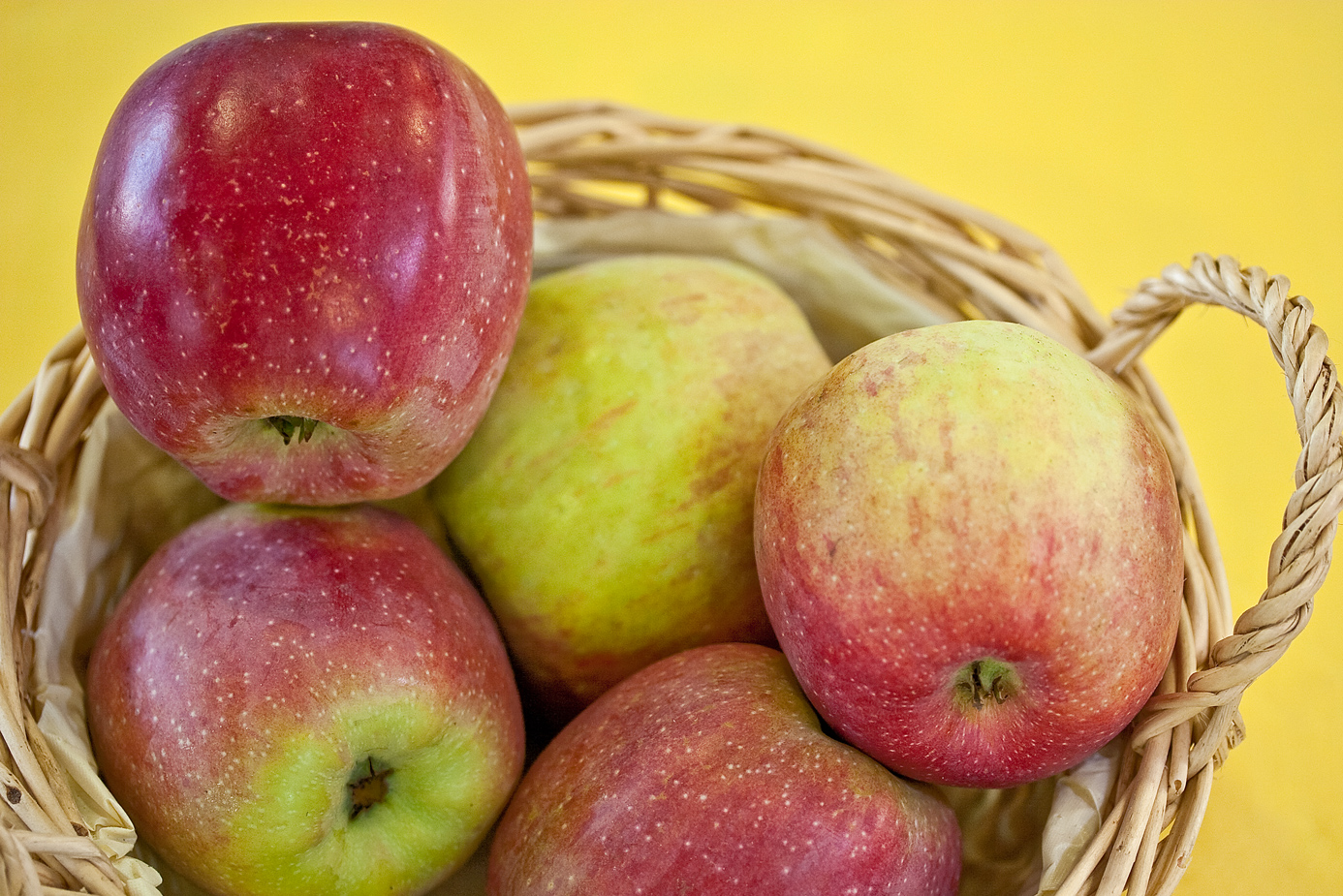
تفاح مائدة من نوع: Florina - Querina.

تفاح المائدة أو تفاح الحلوى، هي مجموعة من أصناف التفاح التي تزرع للأكل نيئة وتعد على موائد الطعام، على عكس بعض الانواع التي قد تستعمل في الطهي أو إعداد المربى أو في صنع الخبز.

## مواصفات
تفاح المائدة عادة ما يكون حلو المذاق ولين سهل المضغ والهضم، ويتميز برائحة فائحة معينة تميزه عن التفاح الآخر.

## من أشهر أصناف تفاح المائدة
- Red Delicious
- تفاح فوجي
- تفاح الزنجبيل الذهبي
- تفاح جالا
- Adams Pearmain
- Cortland
- Birgit Bonnier
- Stayman (apple)
- Pristine apple
- King of the Pippins
- تفاح أخضر